# مانويلا كانيتي
مانويلا كانيتي (بالبرتغالية: Manuela Canetti‏) هي لاعبة كرة الماء برازيلية، ولدت في 26 ديسمبر 1988.